# Jewgienij Andriejew (siatkarz)
Jewgienij Aleksandrowicz Andriejew (ros. Евгений Александрович Андреев; ur. 6 stycznia 1995) – rosyjski siatkarz, grający na pozycji libero. 

## Sukcesy klubowe
Puchar CEV:
- 2016[3], 2021

Mistrzostwo Rosji:
- 2021

## Sukcesy reprezentacyjne
Mistrzostwa Europy Kadetów:
- 2013[4]

Mistrzostwa Świata Kadetów:
- 2013[5]

Mistrzostwa Europy Juniorów:
- 2014[6]

Mistrzostwa Świata Juniorów:
- 2015[7]